# Phân bộ Sẻ
Chim biết hót là các loài chim thuộc phân bộ Passeri, Bộ Sẻ (Passeriformes). Nhánh này còn có một cái tên khác mà đôi khi được xem như là một tên khoa học hoặc tiếng địa phương là Oscines, từ tiếng Latin oscen, có nghĩa là "một loài chim biết hót". Nhóm này bao gồm 4.000 loài được tìm thấy khắp nơi trên thế giới, trong đó cơ quan thanh quản thường được phát triển theo một cách nào đó để tạo ra một tiếng hót đa dạng và trau chuốt. Có bằng chứng cho thấy rằng chim tiến hóa 50 triệu năm trước đây trong một phần của siêu lục địa Gondwana mà sau này trở thành nước Úc, New Zealand, New Guinea và Nam Cực, trước khi lan rộng ra khắp thế giới.

## Phân loại
- Menuridae: Chim lia
- Atrichornithidae
- Climacteridae
- Ptilonorhynchidae: Chim tổ lều
- Maluridae
- Meliphagidae: Họ Ăn mật
- Dasyornithidae
- Pardalotidae
- Acanthizidae
- Pomatostomidae
- Orthonychidae
- Cnemophilidae
- Melanocharitidae
- Callaeidae
- Notiomystidae (1 loài)
- Corvides
- Passerida: Phân thứ bộ Sẻ